# Odontanthias fuscipinnis
Odontanthias fuscipinnis là một loài cá biển thuộc chi Odontanthias trong họ Cá mú. Loài này được mô tả lần đầu tiên vào năm 1901.

## Từ nguyên
Từ định danh fuscipinnis được ghép bởi hai âm tiết trong tiếng Latinh: fuscus ("sẫm màu") và pinnis ("vây"), hàm ý đề cập đến màu sẫm ở phần gốc vây lưng và gốc vây đuôi của loài cá này.

## Phân bố
O. fuscipinnis là loài đặc hữu của quần đảo Hawaii và cả đảo Johnston không xa đó. O. fuscipinnis thường xuất hiện trên nền đáy cứng có hang hốc, có thể được tìm thấy trong khoảng độ sâu từ 43 đến 260 m.

## Mô tả
Chiều dài cơ thể lớn nhất được ghi nhận ở O. fuscipinnis là 24 cm. Cá có màu vàng cam với các vệt màu cánh sen trên đầu và ngực. Gốc vây lưng và vây đuôi có màu đen. Vây hậu môn, gai vây bụng và hai thùy đuôi có viền màu hồng tím. Vây ngực màu cam. Vây đuôi xẻ thùy, không thon nhọn về hai đầu mà bo tròn như mái chèo.
Số gai ở vây lưng: 10 (gai thứ ba dài nhất); Số tia vây ở vây lưng: 17; Số gai ở vây hậu môn: 3; Số tia vây ở vây hậu môn: 7; Số vảy đường bên: 42–47.

## Thương mại
O. fuscipinnis được đánh bắt trong ngành kinh doanh cá cảnh, đôi khi cũng được bán trong các chợ cá ở Honolulu. Chúng sống tốt trong môi trường bể cá mặc dù môi trường sống tự nhiên là vùng nước sâu.